# Архангельский собор (Рязань)
Арха́нгельский собо́р (собор Михаила Архангела) — православный храм на территории Рязанского кремля. Древнейший храм, сохранившийся в Рязанской области. Построен в конце XV — начале XVI века. Образец раннемосковского зодчества. Служил домовой церковью великих рязанских князей, позже — с конца XV века — место захоронения рязанских архиереев.

## История храма
Храм был построен в XV—XVII веках и являлся домовой церковью для рязанской княжеской фамилии, с конца XV века стал усыпальницей рязанских архиереев. На протяжении последующих веков в нём были погребены 22 епископа, начиная с Феодосия в 1471 году.
Первое документальное упоминание о каменном храме относится к 1532 году. В нём сообщается о пожертвовании Архангельскому собору колокола рязанским епископом Ионой II «на память своей души и православных христиан, кто дал в тот колокол». Колокол был вылит псковскими мастерами и, согласно смете, весил 40 пудов.
За время своего существования храм несколько раз перестраивался и видоизменялся. В первоначальном варианте рядом с ним была каменная колокольня, упомянутая в описи 1638 года, составленной боярином Иваном Ляпуновым, которая в период 1621—1637 годов была разобрана по приказу архиепископа Антония и заменена на дубовую. Старый колокол, устроенный епископом Ионой, был разбит и с добавлением меди перелит в большой благовестный. Вместо Ионинского колокола был куплен немецкий. Храм значился как каменный с двумя приделами — в честь Бориса и Глеба и святого благоверного князя Владимира.
После пожаров 1638 и 1647 годов храм капитально ремонтировали. В работах 1647 года участвовал каменных дел мастер Василий Харитонов сын Зубов, из Солигалича. Была видоизменена верхняя часть собора («кладены на оный собор связи брусяные»). Несмотря это, собор сохранил типичные признаки архитектуры XV века. В 1651 году на месте обгоревшей деревянной колокольни была построена каменная. В 1735 году с запада к храму был пристроен притвор.
До 1819 годы богослужения в храме по причине его ветхости не проводились. На новую реконструкцию храма в 1819 году пожертвовали средства купец Михаил Афанасьевич Живаго и мещанин Василий Дементьев Харин. Глава храма получила круглые окна, были переложены верхние части стен и своды. В 1830 году на месте древних узких окон были пробиты широкие арочные.
В алтаре Архангельского собора были размещены иконы XVII века.
В 1864—1865 годах по проекту губернского архитектора С. А. Щёткина был сделан парадный северо-западный вход в собор через притвор. К стене архиерейского перехода был пристроен роскошный портал.
В 1865 году Н. В. Шумовым были расписаны стены храма. На куполе сохранилось изображение Саваофа в окружении херувимов. В простенках барабана в рисованных арках помещены изображения четырёх стоящих архангелов. Работа выполнена с использованием техники клеевой живописи.
По договору с протоиереем Н. А. Ильинским Н. В. Шумовым был выполнен проект иконостаса, не сохранившийся до наших дней, а также рисунок паркета в алтаре и деревянного пола в храме.
Рязанцы делали пожертвования на восстановление собора. Так, Рязанские епархиальные ведомости писали в то время:

«Все почти возобновление Архангельского собора, как то: устроение в нем нового, прочного, художнически устроенного иконостаса, с превосходными живописными иконами, а также устроение в алтаре паркетного пола, а в храме — деревянного, простого — выкрашенного, и каменного, пристроенного к собору, наружного входа и многое другое, все это произведено на сумму, пожертвованную покойным рязанским купцом Иоанном Васильевичем Осьминниковым».

К 800-летию основания Рязани в храме произвели очередной ремонт, на который пожертвовал средства ктитор кафедрального собора Василий Александр Постников. Храм стал именоваться церковью братства святого Василия Рязанского.
В советское время собор был закрыт, долгое время находился без должного попечения, позже использовался как одно из помещений музея-заповедника Рязанского кремля.
В 1974 году по заданию архитектора И. В. Ильенко, руководившей реставрацией Кремля, были произведены обмеры храма.
12 мая 2011 года Архангельский собор был возвращён Рязанской епархии Русской православной церкви. В нём совершаются богослужения. В соборе находятся экспонаты, являющиеся частью фондов Рязанского епархиального музея «Древлехранилище».

## Древлехранилище
14 января 1914 года состоялось первое открытие Рязанского епархиального музея «Древлехранилище». В его экспозиции были представлены древние антиминсы, священные сосуды, иконы, облачения, в том числе архиерейские, грамоты, портреты, гравюры, предметы быта. К концу 1915 года в коллекции насчитывалось 1380 предметов. Епархиальный музей был общедоступным и принимал посетителей в праздничные и воскресные дни. После 1917 года часть предметов была изъята в Гохран, часть поступила в Рязанский губернский музей, часть уничтожена.
17 ноября 2011 года состоялось открытие возрождённого Церковного историко-археологического музея Рязанской епархии «Древлехранилище». В настоящее время в состав музея включены Архангельский собор и западная часть Архиерейского дома (второй и третий этажи). Всего в собрании насчитывается 66 икон — чудотворных и особо чтимых в Рязанской епархии. Иконы преданы музею в безвозмездное пользование.
Самая древняя икона музея, находящаяся в Архангельском соборе — чудотворный образ Феодотьевский Божией Матери («Одигитрия Рязанская»). Икона является работой афонских мастеров и принадлежит к редчайшим произведениям иконописи на Руси в домонгольский период, которой не аналога в собраниях других музеев России. Согласно летописным источникам, образ был принесён в рязанскую землю со Святой горы Афон до 1225 года епископом Муромским и Рязанским Ефросином Святогорцем.
В Архангельском соборе находятся и другие чтимые иконы:
- икона святителя Николая Чудотворца XIV века в иконографии «Зарайский» — первый список с чудотворной корсунской иконы;
- образ апостола и евангелиста Иоанна Богослова — список с древней византийской иконы, работа начала XVI века из Пощуповского Иоанно-Богословского монастыря;
- иконы из Преображенского собора (Спасо-Ярской церкви), относящиеся к периоду создания храма в 1695 году, заказанные стольником И. И. Вердеревским для иконостаса строящегося храма мастерам Московской Оружейной палаты;
- иконы работы Н. В. Шумова.

- Икона Феодотьевский Божией Матери
- Параскева Пятница. XV век. Находилась в Архангельском соборе с XVIII века до 1923 год. В 1938 году была передана в Государственный музей искусств Узбекистана.
- Архангел Михаил, с Чудом в Хонех XV–XVI вв. Древняя храмовая икона Архангельского собора. В настоящее время находится в Рязанском государственном областном художественном музее им. И. П. Пожалостина[18]

## Архитектура
Архангельский собор — одноглавый четырёхстолпный православный храм Рязанского кремля, образец раннего московского зодчества. С восточной стороны к храму примыкают три апсиды. Фасад собора со всех сторон украшают плоские лопатки, разделённые на три прясла. В стенах здания расположены узкие оконные проёмы арочной формы. У западной стены храма сохранились до наших дней кафельные печи полукруглой формы, сооружённые в XIX веке.
Цоколь здания, как и западные столпы, имеют аттическую базу. Четыре столпа смещены к восточной стороне храма относительно центра четверика.
В кладку юго-западного столпа вмонтирована вкладная белокаменная доска, посвящённая смерти митрополита Иллариона в 1673 году.
В верхней части все столпы дополнены карнизами в виде двух полочек. Выше этих карнизов имеется ещё один карниз в виде валика. Над этими карнизами возвышаются аналоги капителей с полукруглыми выемками в средних частях. На капители опираются подпружные арки от столпов к стенам и между столпами. Световой барабан храма лишён декоративных украшений. В нём расположены восемь узких арочных окон.
За время своего существования пол храма имел разное покрытие. В ходе реставрационных работ были обнаружены полы из белокаменных плит и керамических пластинок треугольной формы с коричневым покрытием, образующих звездчатый узор. Аналогичный пол был сделан и в Архангельском соборе Москвы. Также пол ранее покрывали метлахские плитки.

## Галерея
- Архитектурный ансамбль Рязанского кремля: Христорождественский собор, Архиерейский дом, Архангельский и Успенский соборы. Около 1900 года.
- Архангельский собор на открытке 1903 года.
- Вход в Архангельский собор в начале XX века. С фотографии Прокудина-Горского.
- Архангельский собор в начале XX века.
- Архангельский собор в начале XX века.

## Датировка
Точных сведений о дате постройки собора не сохранилось. Также храм подвергся довольно существенным перестройкам в более позднее время. Первое документально подтверждённое сведение о нём относится к 1532 году (уже упомянутое ранее дарение колокола епископом Ионой).
В XIX — начале XX века дата строительства храма определялась в широких пределах — от времени княжения Великого князя рязанского Олега Ивановича (1350—1402) до начала XVI века. Архимандрит Макарий в 1863 году высказал обоснованное предположение о времени постройки храма, определив его временем правления Великих князей Рязанских до 1517. В качестве аргумента постройки храма в XV и XVI веках им приводилось упоминание о захоронении в Архангельском соборе в 1481 году епископа Феодосия и последующих епископов. Однако по мнению историка А. Г. Мельника, этот факт не свидетельствует о погребении епископа Феодосия именно в том соборе, который дошёл до настоящего времени, так как это могло произойти в одном из предшествовавших ему одноимённых храмов.
Сторонником первой точки зрения является, в частности, искусствовед М. А. Ильин, который в 1950-е годы утверждал, что сохранившиеся первоначальные формы собора подражают раннемосковской архитектуре рубежа XIV—XV веков. По его мнению, сдвинутые к востоку столпы собора характерны для русских построек XV века, а в качестве аналога внешнего оформления он приводил примеры Троицкого собора Троице-Сергиевой лавры, созданного в 1422 году и собора Спасо-Андроникова монастыря, построенного в 1427 году. В качестве аргумента приводился и политический мотив, определявший внешний облик храма. М. А. Ильин писал::

«В этом проявлялось своего рода оппозиционное настроение заказчика, не желавшего, по-видимому, принимать новых архитектурных форм Москвы. В противовес этому соборы, возводившиеся на средства московского Великого князя и митрополита во вновь присоединённых к Москве землях, нарочито строились в типично московском духе… Постройка в Переславле Рязанском каменного Архангельского собора в конце XV века (что он был каменным, можно не сомневаться), по-видимому, также должна быть отнесена к проявлению в архитектуре определённых политических взглядов рязанских Великих князей»— Ильин М.А. К изучению древнейших памятников... — С. 81—84; Ильин М. Рязань. Историко-архитектурный очерк. М., 1954. Ч. 1. — С. 47—48.
Другое мнение в 1958 году высказал искусствовед Г. К. Вагнер. Он датировал Архангельский собор временем не ранее 20-х годов XVI века как своеобразное переложение форм более раннего храма. Однако этот вывод не получил поддержки у последующих исследователей. Так, реставраторы Е. В. Михайловский и И. В. Ильенко в 1969 году полагали, что храм был построен в конце XV века, и называли наиболее вероятную датировку — 1475 год. В пользу своей точки зрения они высказали мнение, что столпы собора, сдвинутые к востоку, были характерны для построек XV века, а во внешней отделке он представляет близкую аналогию Троицкому собору Троице-Сергиевой лавры, построенному в 1422 году. Однако по мнению А. Г. Мельника, этот аргумент не является определяющим, так как сдвиг четырехстолпия от центра четверика храма к востоку был характерен для зодчества не только XV, но и XVI и XVII веков. Тем не менее, мнение о датировке собора концом XV века стало в дальнейшем преобладающим в литературе.
В 1971 году Г. К. Вагнер отказался от своей датировки собора 20—30-ми годами XVI столетия и заключил, что собор в формах раннемосковского зодчества был построен не ранее начала XVI века, но до 1520 года, когда Рязанское княжество уже перестало существовать и это было последнее архитектурное произведение великокняжеской Рязани. Впоследствии он датировал собор концом XV — началом XVI веков.
А. Г. Мельник считал, что определяющим фактором в датировке собора является его декор. В Архангельском соборе использовался декоративный пояс в основании закомар в виде антаблемента, который никогда не использовался в раннемосковском зодчестве, где применялся наружный цоколь в виде аттической базы. Это был типично ренессансный элемент, привнесённый в русскую архитектуру итальянскими архитекторами, работавшими в России в конце XV — первой трети XVI века, и впервые появился у московского Архангельского собора (1505—1508), построенного итальянцем Алевизом Новым.
Сравнение Архангельского собора по декору и основным своим формам с наиболее схожими по архитектуре строениями, среди которых Борисоглебский собор Ростовского Борисоглебского монастыря (1522—1523), Троицкий собор Данилова монастыря (1530—1532), храм Иоанна Предтечи Кирилло-Белозерского монастыря (1531—1534), Спасо-Преображенский собор (1515—16) Ярославского монастыря, указывает на первую половину XVI века.
А. Г. Мельник считал, что, учитывая промосковский итальянизирующий характер архитектуры Архангельского собора, он был построен при рязанском епископе Ионе (1522—1547) между 1522 и 1532 годами.

## Некрополь Архангельского собора
Архангельский собор со времени своего создания был выбран местом захоронения высших рязанских иерархов.
В 1799 году гробница с останками митрополита Стефана Яворского была перенесена в Архангельский собор, в южный аркосолий алтаря, из Успенского кафедрального собора Рязани. 18 июня 1998 года была обнаружена гробница с останками митрополита Стефана, которые 11 сентября этого же года были перенесены в Свято-Троицкий монастырь Рязани. Белокаменная гробница митрополита Стефана в настоящее время находится в южном аркосолии алтаря Архангельского собора.
В правой стороне собора, вблизи южного входа, находилась гробница архимандрита Мисаила, убитого в 1655 году мордовскими язычниками. В футляре над гробницей хранилась святыня — мантия убитого архиепископа со следами крови. Мантия священномученика ранее была в собственности семьи бояр Куабицких, пока в 1734 году при архиепископе Алексии не была перенесена в Архангельский собор.
До 1865 года захоронения размещались в каменных саркофагах. Однако они стали занимать значительную часть помещения храма и, по решению Священного Синода их убрали, сделав исключение для гробниц архиепископ Мисаила, митрополита Стефана Яворского, архиепископа Алексия Титова и архиепископа Феодорита. Над местом захоронения митрополита Иллариона была размещена каменная памятная доска, сохранившаяся до настоящего времени на юго-западной колонне собора.
Над могилой митрополита Яворского находилась его келейная икона Ахтырской Богоматери.
Там же были размещены два стеклянных реликвария. В одном из них в размещались 17 частиц мощей святых, в том числе апостола Варфоломея, святителей Иоанна Златоуста и Василия Рязанского, мученика Христофора, часть руки святителя Иона Московского, частица мощей святого благоверного князя Константина Святославича Муромского и других святых. Во втором реликварии — разные вещи, достойные христианского благоговения, числом 21: частица Неопалимой купины, Маврийского дуба, древа, указанного Богом Моисею, чтобы усладить воду, фрагмент ступени Фаворской горы, камня, на котором стоял Христос с учениками на Фаворе, камень, на котором Христос постился 40 дней и 40 ночей, свеча от Гроба Господня, перст святого Василия Рязанского, Гвоздь Креста Господня и другие христианские святыни.
С 21 июля (по другой версии с 25 июня) по 12 октября 1978 года под руководством московского археолога Елены Хворостовой и под наблюдением комиссии Управления культуры Рязанского облисполкома проходило вскрытие полов и склепов архиерейских захоронений. Было вскрыто 18 погребений Рязанских епископов, архиепископов и митрополитов (по другой версии 20 из 22). 16 ноября 1978 года состоялось их перезахоронение в соборе. Точное место перезахоронения в документах указано не было.
Доподлинно известно о погребении в храме 22 рязанских православных иерархов — епископов, архиепископов и митрополитов:
- епископ Феодосий (? — 1481)
- епископ Симон (? — 1496)
- архиепископ Иона II (архиепископ Рязанский) (? — 1547)
- епископ Михаил II (? — 1551)
- епископ Гурий (Ружецкий) (? — 1560?)
- архиепископ Феодорит (1551—1617)
- епископ Иосиф (архиепископ Рязанский) (? — 1621)
- архиепископ Антоний (? — 1637)
- архиепископ Мисаил (? — 1655)
- митрополит Илларион (? — 1673)
- митрополит Иосиф (? — 1681)
- митрополит Павел (Моравский) (? — 1686)
- митрополит Стефан (Яворский) (1658—1722)
- архиепископ Алексий (Титов) (1672—1750)
- архиепископ Гавриил (Русской, Великоустюжский) (? — 1753)
- архиепископ Сергий (Крылов-Платонов) (1768—1824)
- архиепископ Смарагд (Крыжановский) (1796—1863)
- архиепископ Феоктист (Попов) (1826—1894)
- епископ Мелетий (Якимов) (1835—1900)
- епископ Полиевкт (Пясковский) (1817—1906)
- архиепископ Иоанн (Смирнов, Иван Ксенофонтович) (1844—1919)
- епископ Митрофан (Загорский) (1844—1922)[34]